# Лишкова, Гана
Гана Лишкова (чеш. Hana Lišková, род. 4 июня 1952, Прага, Чехословакия) — чехословацкая спортивная гимнастка. Дочь олимпийской чемпионки Зденьки Гонсовой.
Представляла Чехословацкую Социалистическую Республику на двух Олимпиадах, в 1968 году в Мехико и в 1972 году в Мюнхене.
На Олимпийских играх 1968 года в Мехико стала (в составе команды ЧССР) обладательницей серебряной медали в командных соревнованиях.  При этом в личном зачёте (в личном многоборье) заняла 11-е место. Ни в один из финалов в отдельных видах не попала.
В 1970 году завоевала бронзу в команде на чемпионате мира в Любляне (Югославия).
На Олимпийских играх 1972 года в Мюнхене заняла с командой ЧССР 5-е место. При этом с 33-й суммой в личном зачёте вышла в финал в личном многоборье, где заняла итоговое 32-е место. Ни в один из финалов в отдельных видах не попала.